# 東京にもあったんだ/無敵のキミ
『東京にもあったんだ／無敵のキミ』（とうきょうにもあったんだ／むてきのキミ）は、福山雅治22枚目のシングル。2007年4月11日発売。制作はユニバーサルJ、発売・販売元はユニバーサルミュージック。

## 解説
セールスコピーは、“福山史上最強の涙腺刺激ソング”。
ディスクジャケットに描かれている東京タワーのイラストは、リリー・フランキーによるものである。
初回限定盤（10万枚限定生産）と通常盤2種類での発売で、限定盤には「東京にもあったんだ」のミュージック・ビデオを収録したDVDとミニフォトブックが付属している。
シングル発売を記念して、4月11日から15日までの期間限定で東京タワー内に「福山雅治×東京タワー コラボレートショップ」がOPENした。
年末にアルバム『5年モノ』をリリースして以来4ヶ月で、早くも2007年第1弾となるシングルのリリースとなった。福山のリリース間隔としては珍しいほど短く、本音なのかネタなのかは分からないが自身のラジオ番組内でも戸惑う様子があった。先行して久々のライヴ・ツアーでも唄われて人気を集めた。

## 収録曲
1. 東京にもあったんだ
（作詞・作曲：福山雅治 / 編曲：福山雅治・服部隆之）
松竹映画『東京タワー 〜オカンとボクと、時々、オトン〜』主題歌。
映画の原作者リリー・フランキーから直接依頼を受けて制作した。「東京」「BEAUTIFUL DAY」に続く“東京3部作”の完結篇。映画本編で使用されている音源とはミックスが異なっている（最後のAメロでストリングスが入っているなどの違いがある）。
Aメロの“♪東京にもあったんだ”のフレーズは、2005年にシングル「東京」を制作していた頃に仕事部屋からビルの窓に夕焼けが反射しているのを見て、メロディーと歌詞が同時に浮かんできたという。もともと次に発表する予定のアルバムの収録曲として制作していたが、映画主題歌の依頼があり断片的にできていたものを完成させてシングル発売することになった。デモテープは福山がギター・ドラム・ベース・シタール（キーボード）を演奏して作った。
使用ギターはギブソン・J-50 '59、フェンダー・カスタム・ショップ・ストラトキャスター '56（ゴールド）。
2. 無敵のキミ
（作詞・作曲：福山雅治 / 編曲：福山雅治・井上鑑）
BEAUTE de KOSE「ESPRIQUE PRECIOUS」CMソング。
9thアルバム『5年モノ』発売直後の2006年12月16日からCMでオンエアされていた。タイアップが女性化粧品ということもあり、20代後半～30代の女性を対象にして制作された。
タイトル表記を「無敵の君」にすると重たいイメージがあったため、「ムテキの君」に変えてみた。すると今度は“ムシキング”に見えてしまうので、「無敵のキミ」の表記に落ち着いたという。
デモテープの状態から変拍子を加えたりするなど、かなりアレンジして制作された楽曲。使用ギターはギブソン・J-50 '59。
3. 東京にもあったんだ (Original Karaoke)
4. 無敵のキミ (Original Karaoke)

### DVD（初回限定盤）
1. 東京にもあったんだ (Music Clip)
監督は安健一郎。

## ミュージシャン
| 東京にもあったんだ - Vocal,Guitar,Keyboards:FUKUYAMA MASAHARU - Drums:TSURUYA TOMO'O - Bass:MIKUZUKI CHIHARU - Conductor:HATTORI TAKAYUKI - Strings:KINBARA CHIEKO STRINGS - Flute:TAKAKUWA HIDEYO, IWASA KAZUHIRO - Clarinet:YAMANE KIMIO, MOTOKI MIZUKA - Cor Anglais:SHOJI SATOSHI - Fagotto:OKAMOTO MASAYUKI - Harp:TAGUCHI YUKO - A.Sax:BOB ZUNG - Celesta:KURATA NOBUO | 無敵のキミ - Vocal & Guitar:FUKUYAMA MASAHARU - Keyboards:INOUE AKIRA - Percussion:MATARO - Drums:TSURUYA TOMO'O - Bass:INOUE TOMIO - Guitar:NAGOSHI YUKIO, MATSUGASHITA HIROYUKI - Chorus:JESSY ROUSSEL |

## 収録アルバム
東京にもあったんだ
- 残響
- THE BEST BANG!!
- 福の音

## カバー作品
東京にもあったんだ
- 中村あゆみ（2009年、アルバム『VOICE II tears』）